# Aaron Taylor-Johnson

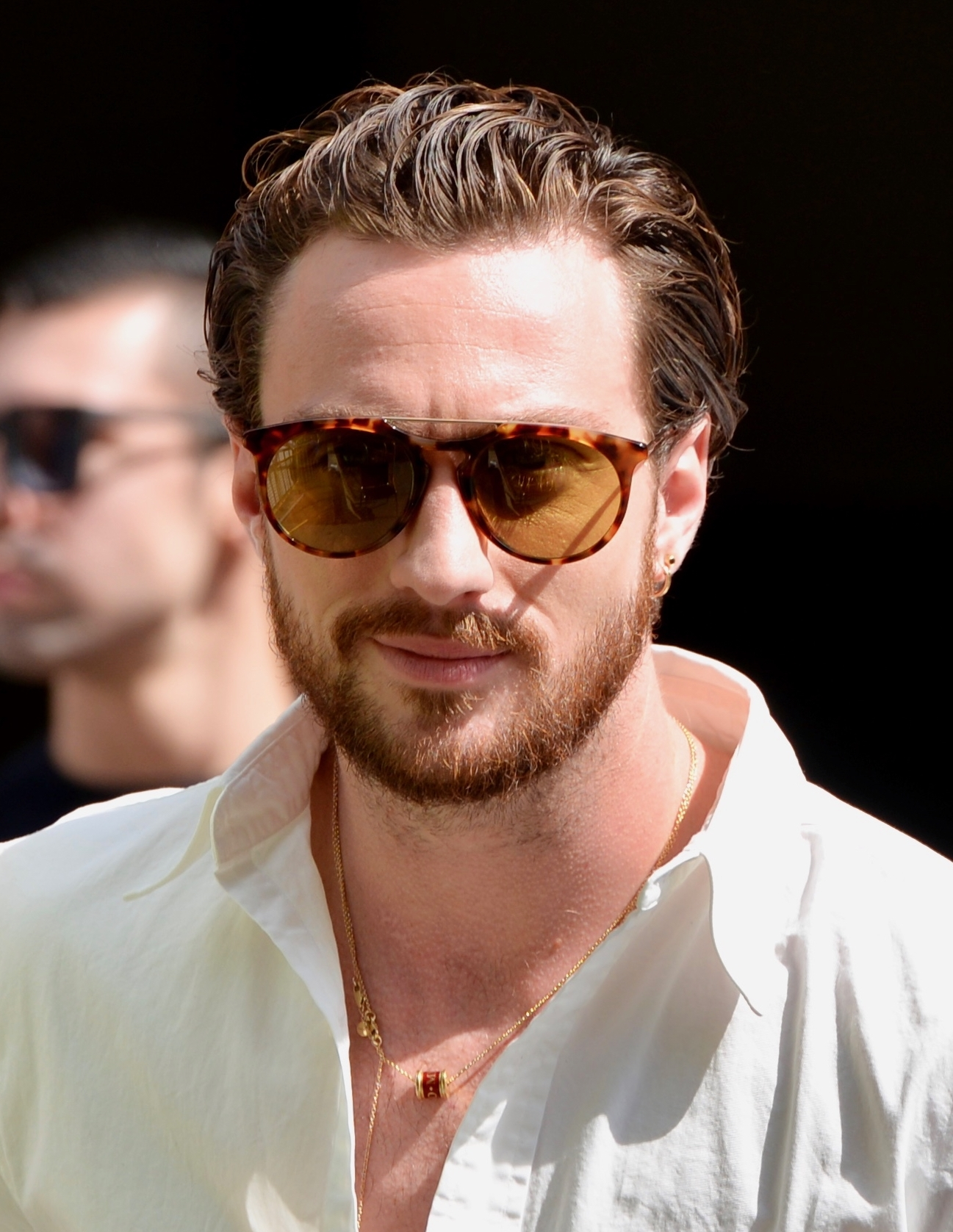
Aaron Taylor-Johnson (2018)

Aaron Perry Taylor-Johnson (* 13. Juni 1990 in Holmer Green, Buckinghamshire, England als Aaron Perry Johnson) ist ein britischer Schauspieler.

## Leben
2001 spielte Taylor-Johnson an der Seite von Sean Bean in Tom & Thomas die Doppelrolle der Zwillingsbrüder, 2003 in Shanghai Knights die Rolle des Charlie Chaplin neben Jackie Chan und Owen Wilson. Ein Jahr zuvor hatte er eine Rolle in Die Bibel – Apokalypse. 2006 übernahm er die Rolle des jungen Eisenheim in The Illusionist – Nichts ist wie es scheint.
Er wurde 2005 durch die Rolle als Prosper in Herr der Diebe (Thief Lord) bekannt. Vom 8. November bis zum 13. Dezember 2007 war er in England in der Teenieserie Nearly Famous als Owen Stephens, der ein talentierter Musiker ist, zu sehen. Ende August 2008 spielte er in der Teeniekomödie Frontalknutschen als Robbie. In Nowhere Boy, einer 2009 produzierten Filmbiografie, verkörpert Taylor-Johnson den jungen John Lennon. 2010 spielte er die Rolle des Kick-Ass im gleichnamigen Film sowie 2013 in dessen Fortsetzung Kick-Ass 2.
2014 und 2015 spielte er in den Marvel-Verfilmungen The Return of the First Avenger und Avengers: Age of Ultron die Rolle des Pietro Maximoff / Quicksilver. 2016 war er im Film Nocturnal Animals zu sehen. Für seine Darstellung wurde er mit dem Golden Globe Award als Bester Nebendarsteller ausgezeichnet. 2022 verkörperte er die Rolle Tangerine im Film Bullet Train, eine Filmadaption des japanischen Romans Bullet Train (Maria Beetle) von Kōtarō Isaka. In dem Ende 2024 veröffentlichten Film Kraven the Hunter, dem vierten Spielfilm innerhalb von Sony’s Spider-Man Universe,  übernahm er die titelgebende Hauptrolle. 2025 war er in einer der Hauptrollen in 28 Years Later zu sehen.
Taylor-Johnson sorgte vor allem im Oktober 2009 mit seinem Privatleben in Großbritannien für Schlagzeilen, als der damals 19-Jährige bei der Premiere des John-Lennon-Films bekannt gab, dass er mit der 42-jährigen Regisseurin des Films, Sam Taylor-Wood, verlobt sei. Die beiden planten bereits die Hochzeit. Anfang des Jahres 2010 teilten die beiden der Zeitschrift Daily Mail mit, dass sie ein Kind erwarteten. Am 7. Juli 2010 wurde die erste Tochter des Paares geboren. Taylor-Wood hat bereits zwei Töchter aus einer früheren Ehe. 2011 spielte Aaron Taylor-Johnson die Hauptrolle im R.E.M.-Video ÜBerlin, bei dem Sam Taylor-Wood Regie führte. Am 18. Januar 2012 wurde ihre zweite Tochter geboren. Die beiden heirateten am 20. Juni 2012 und treten jetzt unter dem Doppelnamen Taylor-Johnson auf.
2017 wurde er in die Academy of Motion Picture Arts and Sciences (AMPAS) aufgenommen, die jährlich die Oscars vergibt.

## Filmografie (Auswahl)
- 2002: Tom & Thomas

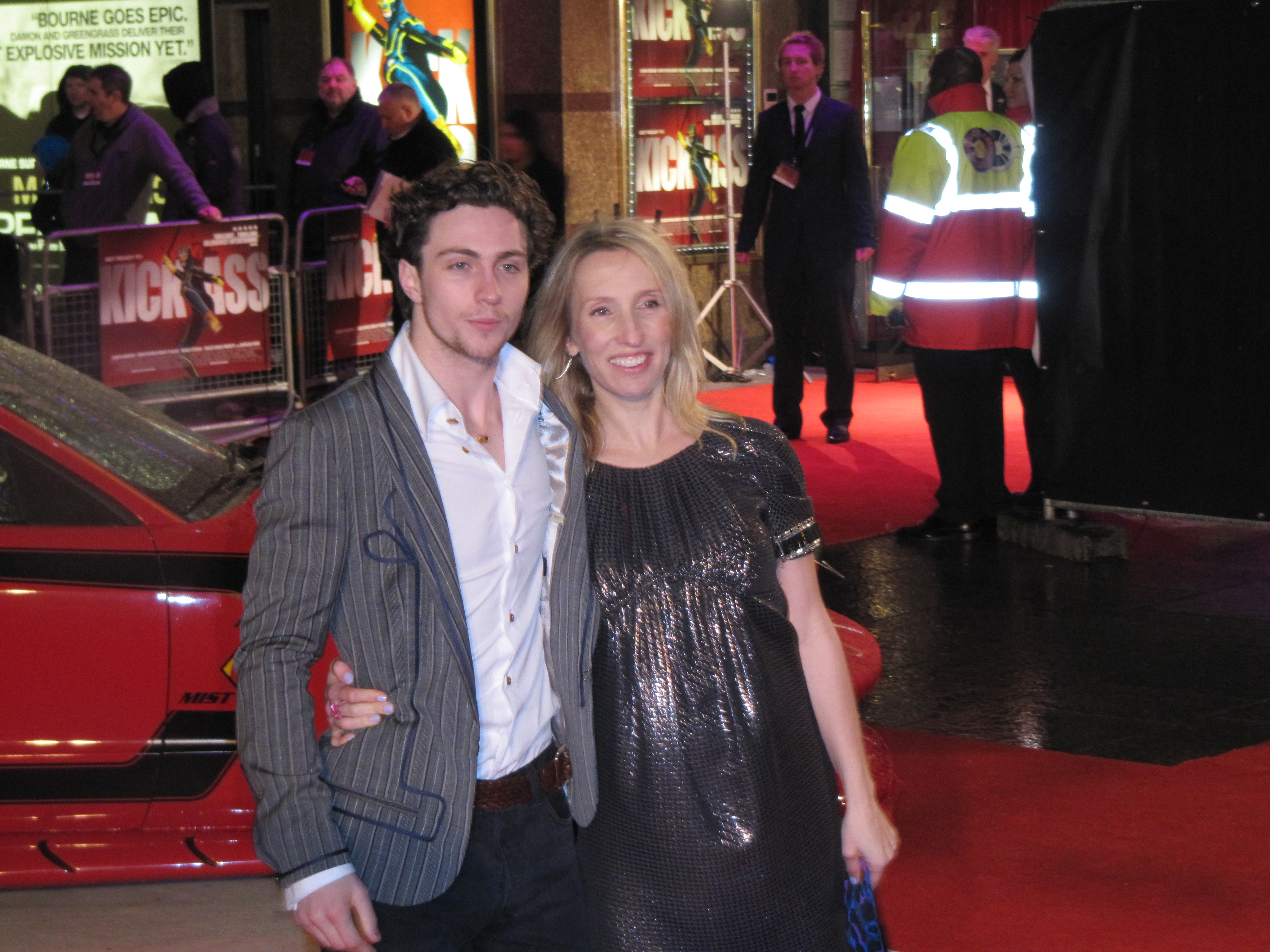
Aaron Taylor-Johnson mit seiner Ehefrau Sam (2010)

- 2002: Die Bibel – Apokalypse (San Giovanni – L’apocalisse)
- 2003: Shanghai Knights
- 2003: Behind Closed Doors
- 2004: Dead Cool
- 2006: Herr der Diebe (The Thief Lord)
- 2006: The Illusionist – Nichts ist wie es scheint (The Illusionist)
- 2006: Fast Learners
- 2007: Nearly Famous (Fernsehserie)
- 2007: Das Imperium der Elfen – Ihre Welt ist in Gefahr! (The Magic Door)
- 2008: Frontalknutschen (Angus, Thongs and Perfect Snogging)
- 2008: Dummy
- 2009: Nowhere Boy
- 2009: Zeit der Trauer (The Greatest)
- 2010: Chatroom
- 2010: Kick-Ass
- 2011: Albert Nobbs
- 2012: Savages
- 2012: Anna Karenina
- 2013: Kick-Ass 2
- 2014: The Return of the First Avenger (Captain America: The Winter Soldier)
- 2014: Godzilla
- 2015: Avengers: Age of Ultron
- 2016: Nocturnal Animals
- 2017: The Wall
- 2018: Outlaw King
- 2020: Tenet
- 2021: The King’s Man: The Beginning (The King’s Man)
- 2022: Bullet Train
- 2024: The Fall Guy
- 2024: Nosferatu – Der Untote (Nosferatu)
- 2024: Kraven the Hunter
- 2025: 28 Years Later

## Auszeichnungen und Nominierungen
Golden Globe Award
- 2017: Auszeichnung als Bester Nebendarsteller für Nocturnal Animals

British Academy Film Award
- 2011: Nominierung für den Rising Star Award
- 2017: Nominierung als Bester Nebendarsteller für Nocturnal Animals

Locarno Film Festival
- 2022: Auszeichnung mit dem Excellence Award[7]